# Natrium-zwavelaccu

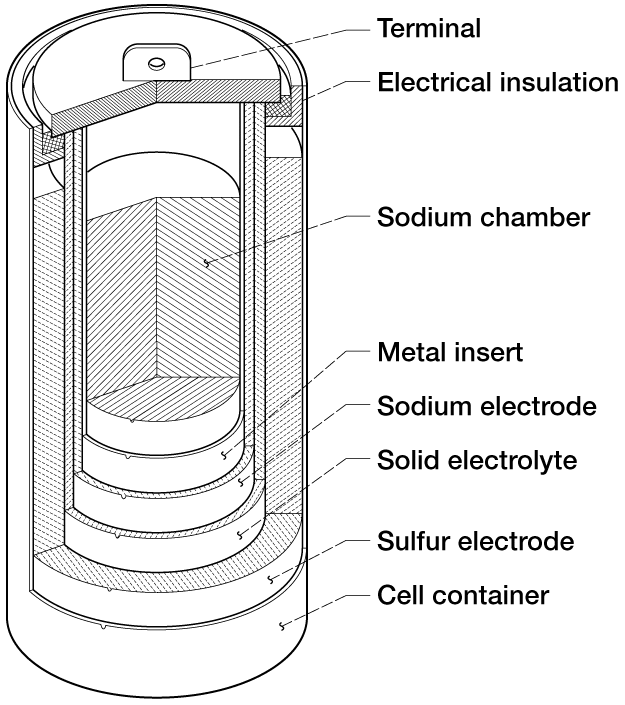
Opbouw van aan NaS batterij

Een natrium-zwavelaccu (NaS) is een accu voor grootschalig gebruik op basis van vloeibaar natrium en zwavel en een vast elektrolyt van aluminium- en natriumoxide. 
Een groot nadeel is dat de accu op 300 - 350°C temperatuur moet worden gehouden, ook als zij niet in gebruik is. De accu bevat dan ook weerstanddraden (die door de accu zelf gevoed worden) om de temperatuur te handhaven. Een accu die afkoelt wordt ernstig beschadigd.

## Voordelen
- Onbeperkt laden en ontladen zonder dat de levensduur vermindert
- Hoge energiedichtheid
- Goedkope grondstoffen
- Lage toxiciteit

## Nadelen
- Hoge corrosiviteit van vloeibaar natrium
- Hoge temperatuur, tussen de 300 en 350°C
- Brandgevaar[1]

Door de nadelen is de NaS-accu alleen bruikbaar in grote vaste opstellingen.

## Elektrochemie
{\displaystyle {\ce {2Na + 3S <=> Na2S3}}}

## Technische gegevens
| Fabrikant      | Type | Capaciteit [Ah] | Diameter [mm] | Lengte [mm] | Massa [kg] | Specifieke energie [Wh/kg] |
| -------------- | ---- | --------------- | ------------- | ----------- | ---------- | -------------------------- |
| NGK Insulators | T4.1 | 160             | 62            | 375         | 2          | 160                        |
| NGK Insulators | T4.2 | 248             | 68            | 390         | 2,4        | 202                        |
| NGK Insulators | T5   | 632             | 91            | 515         | 5,4        | 226                        |
| GS Yuasa       |      | 176             | 64            | 430         | 2,7        | 120                        |
| Hitachi        |      | 280             | 75            | 400         | 4          | 133                        |